# 項紋花鰹
項紋花鰹為輻鰭魚綱鱸形目鯖亞目鯖科的其中一種，分布於東太平洋區，從美國加州至厄瓜多海域，本魚身體細長，健壯的，呈圓柱形;背鰭相距甚遠;第二背鰭有8離鰭;胸鰭短，體色暗青紫色;頭幾乎是黑色，體長可達36.5公分，為大洋性魚類，屬肉食性，可做為食用魚。

## 擴展閱讀
維基物種上的相關：項紋花鰹